# Liptowski Andrzej
Liptowski Andrzej (słow. Liptovský Ondrej, węg. Liptószentandrás) – wieś (obec) na Słowacji położona w kraju żylińskim, w powiecie Liptowski Mikułasz. Leży w krainie historycznej Liptów. Pierwsza pisemna wzmianka o miejscowości pochodzi z 1332 roku.